# Skřivany (zámek)
Zámek Skřivany je zámek zbudovaný na místě renesanční tvrze na východním okraji obce Skřivany v blízkosti jednoho z ramen řeky Cidliny.

## Historie
Původní renesanční tvrz z poloviny 16. století, která na místě stála (výslovně zmiňována roku 1628), byla zničena za třicetileté války. Na barokní zámek byla ruina tvrze přestavěna snad ve 2. polovině 17. století, možná až kolem roku 1720. V  roce 1720 byla rovněž zbudována zámecká kaple Nanebevzetí Panny Marie – ta zpočátku sloužila pouze pro potřeby zámku, později pak i obci jako kostel Rodiny Páně a od roku 1842 se uvádí její zasvěcení svaté Anně.
Jedním z majitelů zámku byl zemský rada Maxmilián Ledvinka z Orlové Skály (z Adlerfelsu), který na zámku jako vychovatele svých dětí zaměstnával v letech 1822–29 Františka Ladislava Čelakovského. Po Maxmiliánu Ledvinkovi zámek převzal Gustav Ledvinka, za jehož vlastnictví získal zámek během přestavby dle projektu Josefa Niklase v letech 1867–68 současný novogotický vzhled (tzv. windsorská gotika). V roce 1872 pak zámek zakoupil Adolf Ritter ze Záhony. Dalšími majiteli zámku byli Liebigové. V roce 1956 prošel zámek opravou, od roku 1958 je pak chráněnou kulturní památkou (zapsanou v roce 1964 do Ústředního seznamu kulturních památek České republiky). V 60. letech je jako vlastník zámku uváděna Rafinerie cukru Skřivany a jako jeho uživatel zemědělská škola. V 80. letech pak byl vlastníkem objektu ONV a využíval jej Obvodní ústav sociálně-zdravotnických služeb. Zámek dlouho sloužil jako Ústav sociální péče, jeho působení bylo ukončeno až v roce 2017. Královéhradecký kraj jako tehdejší vlastník objektu proto následně zvažoval možnost prodeje či pronájmu zámku. V současnosti (2021) je nicméně zámek včetně souvisejících pozemků stále ve vlastnictví kraje a jako jeho správce je evidován Domov sociálních služeb Skřivany.

## Architektura
Půdorys objektu je členitý. Budova je převážně dvoupatrová. V místech setkání dvou hlavních křídel zámku je vysoká hranolová věž s cimbuřím, další nižší věže pak zakončují jednotlivá křídla objektu. Zámek je obklopen parkem, v němž stojí další stavby (např. kočárovna, a také průmyslové objekty – původní cukrovar z 19. století byl ale zrušen a v areálu nyní funguje továrna na výrobu plechových obalů).